# Сёр-Одал
Сёр-Одал (норв. Sør-Odal) — коммуна в губернии Хедмарк в Норвегии. Административный центр коммуны — город Скарнес. Официальный язык коммуны — букмол. Население коммуны на 2007 год составляло 7787 чел. Площадь коммуны Сёр-Одал — 516,76 км², код-идентификатор — 0419.

## История населения коммуны
Население коммуны Сёр-Одал за последние 60 лет.

## Города-побратимы
- Виитасаари (с 1982 года)[3]